# هنری اونیل
هنری اونیل (انگلیسی: Henry O'Neill؛ ‏ ۱۰ اوت ۱۸۹۱ – ۱۸ مهٔ ۱۹۶۱) بازیگر اهل ایالات متحده آمریکا بود. 
از فیلم‌هایی که وی در آن نقش داشته است، می‌توان به سربازان نیروی هوایی، لنگرها را بکشید، شهر داج، راه لاس زدن، آنتونی ادورس، نوت راکنی آمریکایی، فرشته سپید و نشان عقاب اشاره کرد.

## مرگ
اونیل در سن 69 سالگی در هالیوود کالیفرنیا درگذشت. بقایای او در قبرستان ماموریت سن فرناندو در شمال هالیوود دفن شده است. 